# Sericocomopsis lindaviana
Sericocomopsis lindaviana är en amarantväxtart som beskrevs av Albert Peter. Sericocomopsis lindaviana ingår i släktet Sericocomopsis och familjen amarantväxter. Inga underarter finns listade i Catalogue of Life.